# فأر نهر غوابوري
فأر نهر غوابوري أو فأر ريو غوابوري (الاسم العلمي: Juscelinomys guaporensis) نوع من القوارض من فصيلة القداديات، متوطن في سافانا شرق بوليفيا قرب نهر غوابوري.